# Endaphis gregaria
Endaphis gregaria är en tvåvingeart som beskrevs av Gagne 1981. Endaphis gregaria ingår i släktet Endaphis och familjen gallmyggor.
Artens utbredningsområde är British Columbia. Inga underarter finns listade i Catalogue of Life.